# ويلسون سانشيز
ويلسون سانشيز (بالإسبانية: Wilson Sánchez)‏ (25 مايو 1978 بكولومبيا - ) هو لاعب كرة قدم سلفادوري وكولومبي في مركز الدفاع. لعب مع Santa Tecla F.C. ‏ وأتلتيكو مارته ‏ وC.D. Vista Hermosa ‏ وإيسيدرو ميتابان ‏ وC.D. Platense Municipal Zacatecoluca ‏ وC.D. Sonsonate ‏ وJuventud Retalteca ‏.

## وصلات خارجية
- ويلسون سانشيز على موقع قاعدة بيانات كرة القدم.إي يو (الإنجليزية)